# ビリー・レッド・ライオン
ビリー・レッド・ライオン（Billy Red Lyons、本名：William Snip、1932年5月17日 - 2009年6月22日）は、カナダのプロレスラー。オンタリオ州ハミルトン出身。
地元オンタリオのトロントを本拠地としていたフランク・タニー主宰のメープル・リーフ・レスリングを主戦場に活動した。ザ・デストロイヤーとは双方の配偶者が姉妹同士で、義兄弟の関係にあった。

## 来歴
ハミルトンのYMCAでレスリングを学び、ジミー・シムズのトレーニングを受けて1954年にデビュー。ベビーフェイスのポジションでアメリカにも進出して各地を転戦し、1958年2月にはレイ・ガンケルをパートナーに、ジョージア版のNWAインターナショナル・タッグ王座を獲得。主戦場のメープル・リーフ・レスリングでは1962年3月28日、ホイッパー・ビリー・ワトソンと組んでクリス・トロス&ジョン・トロスからトロント版の同タッグ王座を奪取している。
1965年3月27日、カリフォルニア州サンフランシスコにて義兄弟のザ・デストロイヤーと組み、レイ・スティーブンス&ドン・マノキャンを下してアメリカン・レスリング・アライアンス認定の世界タッグ王座を獲得。同年5月、デストロイヤーとのコンビで日本プロレスに来日し、6月3日に札幌にて豊登&ジャイアント馬場からアジアタッグ王座を奪取、7月15日に静岡で豊登組に奪還されるまで保持した。
その後、デトロイトを経てテキサスの東部地区に入り、1967年11月8日にNWAテキサス・ヘビー級王座を獲得。1968年1月30日にはフリッツ・フォン・エリックと組み、ザ・スポイラー&ゲーリー・ハートからNWAアメリカン・タッグ王座を奪取している。
1968年8月から1970年5月にかけてはバーン・ガニア主宰のAWAで活動し、ラリー・ヘニング、ハーリー・レイス、ラーズ・アンダーソン、ブラックジャック・ランザ、そしてドクターXことデストロイヤーとも対戦。同じく「レッド」を名乗るレッド・バスチェンとタッグを組み、マッドドッグ・バション&ブッチャー・バションが保持していたAWA世界タッグ王座にも再三挑戦した。イギリス連邦のカナダ出身であることから、1968年12月には後にビル・ロビンソンも戴冠したAWA大英帝国ヘビー級王座の初代王者に認定されている。
AWAを離れると中南部のトライステート地区に入り、1970年11月29日にルイジアナ州モンローにてビル・ワットと組み、ジェリー・ブラウン&バディ・ロバーツのハリウッド・ブロンズからUSタッグ王座を奪取。1972年はテキサス地区に戻ってスポイラーやジョニー・バレンタインとNWAアメリカン・ヘビー級王座を争い、AWAでも組んでいたバスチェンとのタッグチーム、フライング・レッドヘッズ（The Flying Redheads）でも活躍した。
1973年1月、末期の日本プロレスに再来日。1月12日の北海道滝川市大会にて、前年12月にインターナショナル・ヘビー級王座を獲得した大木金太郎の初防衛戦の相手を務めた。1月28日の和歌山県御坊市大会では、ミスターX（ジム・オズボーン）と組んで坂口征二&吉村道明のアジアタッグ王座に挑戦している。
1974年からは古巣のメープル・リーフ・レスリングに定着し、デューイ・ロバートソンとの覆面タッグチーム、ザ・クルセーダーズ（The Crusaders）の1号としても活動。2号のロバートソンと組んでハートフォード&レジナルドのラブ・ブラザーズやマイク&パットのケリー・ツインズなどを破り、NWAインターナショナル・タッグ王座を再三獲得した。
1977年1月、ロバートソンとのクルセーダーズとして全日本プロレスに来日。1月22日の三重県津市大会にて、高千穂明久&サムソン・クツワダが保持していたアジアタッグ王座に挑戦した。全日本プロレスには1979年5月にも素顔で再来日し、6月12日に岩手県営体育館にて、デストロイヤーと組んで馬場&ジャンボ鶴田のインターナショナル・タッグ王座に挑戦している。
1980年代からはセミリタイアしてメープル・リーフ・レスリングのオフィスに入り、プロモーターだったフランク・タニーを補佐。タニーの死去後、1984年にWWFがメープル・リーフ・レスリングの持株会社となってからは、現役を引退して「WWFメープル・リーフ・レスリング」のアナウンサーやインタビュアーを担当、"Don'tcha dare miss it!" のフレーズで親しまれた。
2009年6月22日、脊髄癌のため死去。77歳没。

## 得意技
- ドロップキック
- 足4の字固め

## 獲得タイトル
メープル・リーフ・レスリング
- NWAカナディアン・オープン・タッグ王座：1回（w / イリオ・ディパオロ）
- NWAインターナショナル・タッグ王座（トロント版）：4回（w / ホイッパー・ビリー・ワトソン、デューイ・ロバートソン×3）[6]

ジョージア・チャンピオンシップ・レスリング
- NWAインターナショナル・タッグ王座（ジョージア版）：1回（w / レイ・ガンケル）[5]

NWAデトロイト
- NWA世界タッグ王座（デトロイト版）：1回（w / フレッド・カリー）[21]

NWAビッグタイム・レスリング
- NWAテキサス・ヘビー級王座：1回[9]
- NWAテキサス・タッグ王座：1回（w / レッド・バスチェン）[22]
- NWAアメリカン・ヘビー級王座：1回[23]
- NWAアメリカン・タッグ王座：1回（w / フリッツ・フォン・エリック）[10]

NWAトライステート
- NWA USタッグ王座（トライステート版）：2回（w / ビル・ワット、トム・ジョーンズ）[15]

アメリカン・レスリング・アソシエーション
- AWA大英帝国ヘビー級王座：1回[14]

アメリカン・レスリング・アライアンス
- AWA世界タッグ王座（サンフランシスコ版）：1回（w / ザ・デストロイヤー）[7]

日本プロレス
- アジアタッグ王座：1回（w / ザ・デストロイヤー）[8]